# Stadtcasino Basel

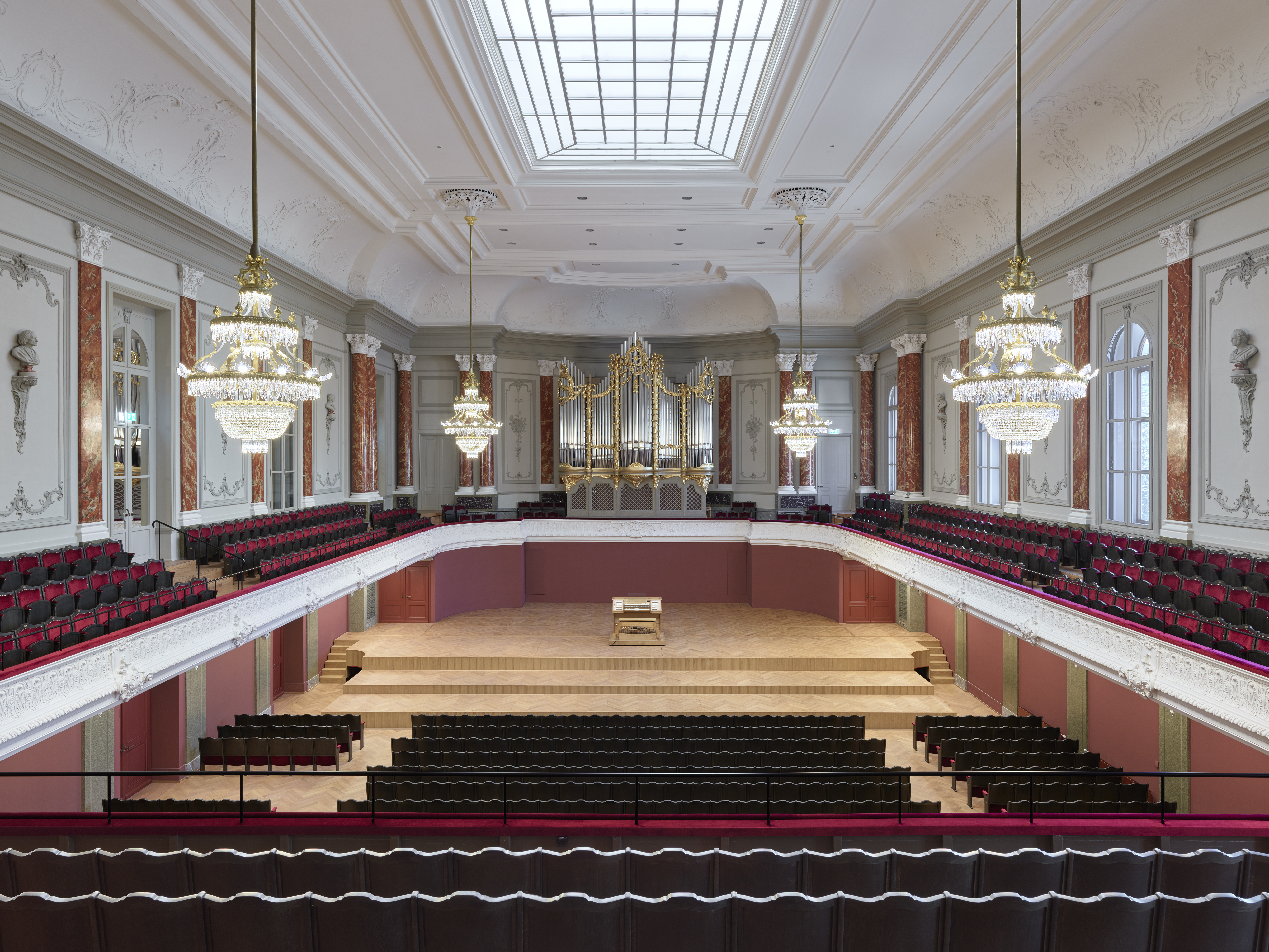
Musiksaal

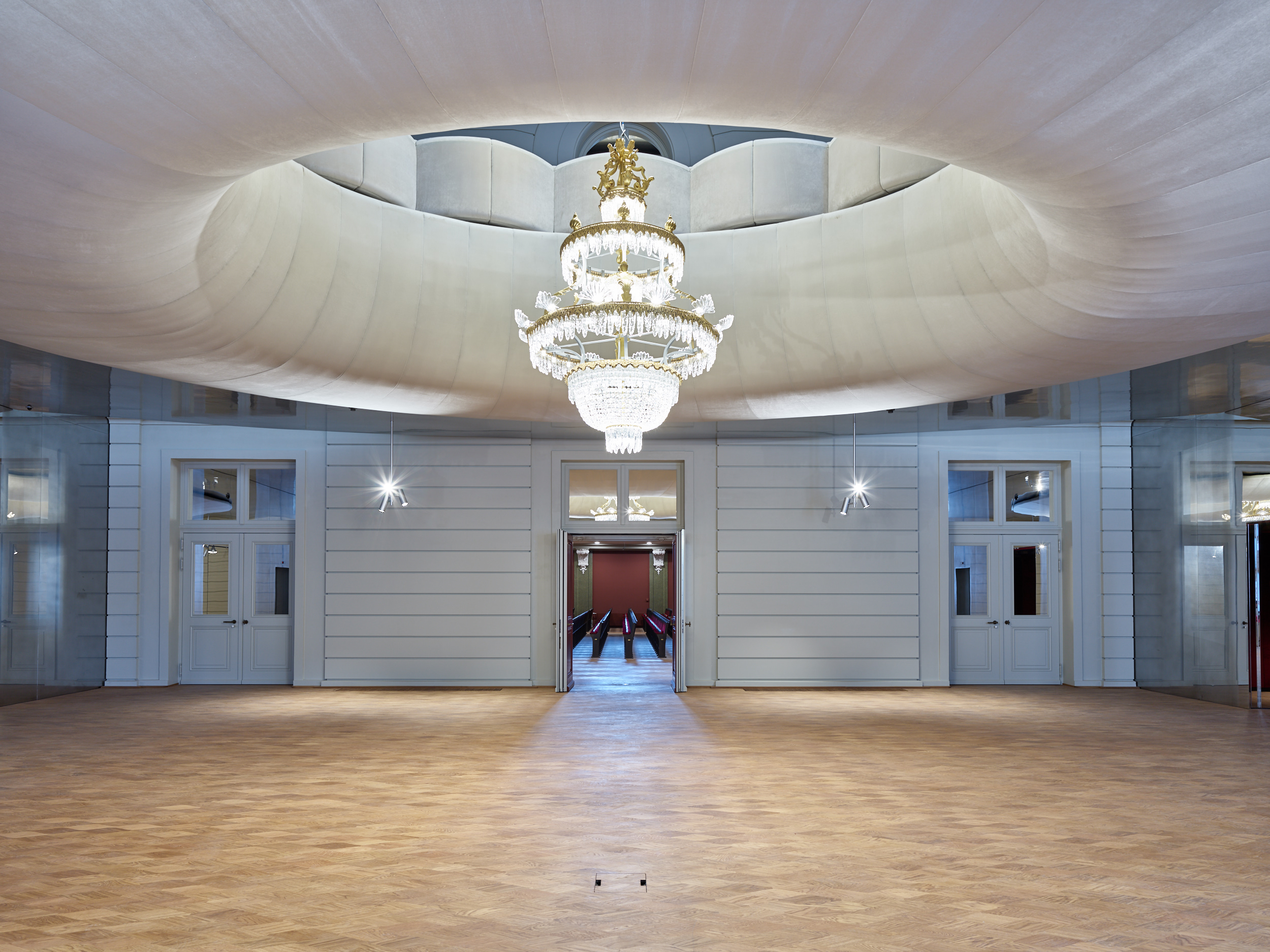
Vestibül im Parterre (Gestaltung durch Herzog & de Meuron aus dem Jahr 2020)

Das Stadtcasino Basel ist ein Konzerthaus in der Schweizer Stadt Basel.  
Das Gebäude, das am Steinenberg liegt, bildet zusammen mit der angrenzenden Basler Kunsthalle und dem Theater Basel eines der wichtigsten kulturellen Zentren der Stadt, das gemeinhin als «Kulturmeile» bekannt ist. Der grösste Saal, der Musiksaal aus dem Jahr 1876 mit 1500 Plätzen, wird für seine hervorragende Akustik international gerühmt und ist die Heimbasis des Sinfonieorchesters Basel. Auch das Kammerorchester Basel und die Basel Sinfonietta veranstalten ihre Sinfoniekonzerte in diesem Saal. 

## Geschichte

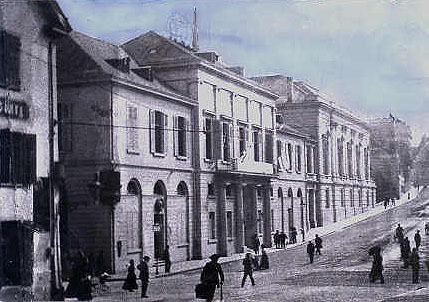
Das alte Stadtcasino von Melchior Berri mit dem bereits angebauten Musiksaal-Bau von Johann J. Stehlin jun. (1897)

Die Anfänge des Stadtcasinos gehen bis 1808 zurück, als sich die Allgemeine Lesegesellschaft Basel im heutigen Reinacherhof für gemeinsame Diskussions- und Spieltreffen einmietete. Mit der rasch steigenden Mitgliederzahl wurde 1820 im Rahmen des Schweizerischen Musikfests in Basel die Provisorische Commission zur Errichtung eines Gesellschaftshauses formiert, welche den jungen Architekten Melchior Berri mit der Bauplanung beauftragte. Im Jahr 1822 begannen die Bauarbeiten auf einem Gelände in der Innenstadt beim Barfüsserplatz. Zur gleichen Zeit entstand auf private Initiative ausserhalb der Stadtmauern im heutigen Stadtquartier St. Alban das Sommercasino für jene Bürger, die sich während des Sommers auf ihre Landsitze zurückzogen.
Am 16. Februar 1824 wurde die Casino-Gesellschaft Basel offiziell gegründet. Das Stadtcasino wurde 1826 in Betrieb genommen. Der grosse Konzertsaal, der die heutige Bedeutung des Stadtcasinos hauptsächlich ausmacht, war nicht Bestandteil des Berri-Baus, sondern wurde diesem erst 1876 angefügt. Architekt des Konzertsaal-Baus war Johann Jakob Stehlin. Die Baulinie des Stadtcasinos entsprach der 1821 abgerissenen inneren Stadtmauer, der ursprüngliche enge Durchgang von der Steinenvorstadt zum Barfüsserplatz ersetzte das Eselstürlein.
Während der Unruhen der Basler Kantonstrennung zwischen 1830 und 1833 zogen die Mitglieder des Sommercasinos vorübergehend in das Stadtcasino. Da sich die Sommercasino-Gesellschaft sich in den folgenden Jahrzehnten zunehmend verschuldete, während das Stadtcasino erblühte, wurden 1907 die beiden Gesellschaften fusioniert. Die immense Schuldenlast durch das übernommene Sommercasino konnte jedoch nicht bewältigt werden und so wurde das Sommercasino samt Park 1937 verkauft.

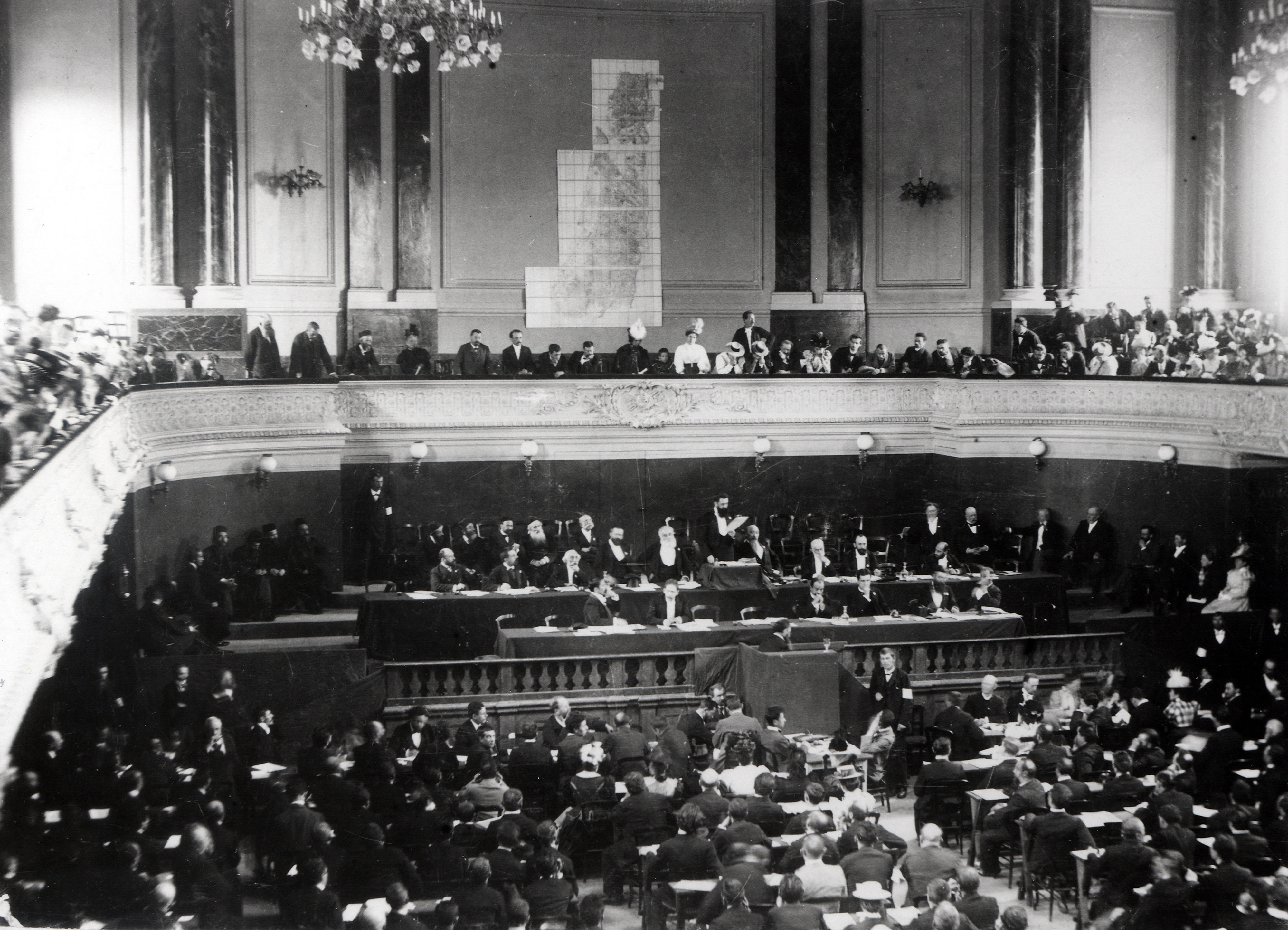
Theodor Herzl während des Ersten Zionistischen Weltkongresses in Basel im Musiksaal (1897)

Im Jahr 1897 fand im Musiksaal der Erste Zionistische Weltkongress unter der Ägide Theodor Herzls statt. Hier verfasste und verkündete Herzl mitunter sein «Basler Programm», in dem er die politische Weichenstellung für die Errichtung eines jüdischen Staats skizzierte. Bis zur Staatsgründung Israels 1948 fand der Kongress insgesamt zehn Mal in den Räumlichkeiten des Steinenbergs statt, mehr also als in jeder anderen Stadt oder Räumlichkeit der Welt.
Am 10. Mai 1933 fand in den Räumlichkeiten des Stadtcasinos die Gründung der Gruppe 33, der antifaschistischen Gruppe von Kunstschaffenden Basels, statt.
Da der Berri-Bau, nach über einem Jahrhundert der Nutzung, den Anforderungen nicht mehr genügte, und er gleichzeitig auch durch seine Länge das neue Verkehrskonzept um den Barfüsserplatz behinderte, wurde er 1938 abgerissen und bis 1941 durch den heutigen Bau der Architekten Kehlstadt und Brodtbeck zusammen mit Bräuning, Leu, Dürig ersetzt. Finanziert wurde der Neubau mit dem Erlös des Verkaufs der Sommercasinos. Die Neueröffnung war am 16. Dezember 1939. Im Jahr 1941 wurde die Stirnfassade durch Alfred Heinrich Pellegrini mit dem Wandgemälde Apoll und die Musen versehen.
Während des Zweiten Weltkriegs führten das Ausbleiben von Besuchern sowie politische Probleme zur Fortdauer der Krise bis nach Kriegsende. Der wirtschaftliche Aufschwung der 1950er Jahre brachte den Erfolg zurück; zusätzlich wurden ab 1947 die Veranstaltungen der Sinfoniekonzerte vom Volkshaus ins Stadtcasino verlegt, was für internationale Beachtung und Anerkennung des Stadtcasinos sorgte. Im Jahr 1970 wurden die Restaurationsbetriebe und die Saalverwaltung getrennt, 1982 überschritt die Betriebsrechnung erstmals die Millionengrenze in Schweizer Franken.
Die Silvesterkonzerte im Musiksaal werden seit 1996 vom damals gegründeten Basler Festival Orchester gespielt. Das Gebäude wird durch die Casino-Gesellschaft Basel betrieben.
Eine umfassende Renovation des Stadtcasinos wurde 1976 durchgeführt. Da es in den 2000er Jahren zukünftigen Ansprüchen in diverser Hinsicht nicht mehr zu genügen vermochte, schrieb die Casino-Gesellschaft von 2000 bis 2007 einen Wettbewerb für ein Neubauprojekt aus, den die britisch-irakische Stararchitektin Zaha Hadid gewann. Während das Projekt von politischer und kultureller Seite breit unterstützt wurde und ein grosser Teil der Finanzierung durch private Spenden gedeckt war, wurde es in der Volksabstimmung vom 17. Juni 2007 abgelehnt. Eine spätere Untersuchung des Abstimmungsverhaltens ergab, dass viele Gegner die architektonische Qualität des Projekts anerkannten. Hauptgrund ihrer ablehnenden Haltung war der gegenüber dem bestehenden Bau stark vergrösserte Baukubus, der das Projekt am Barfüsserplatz zu dominant erscheinen liess. Von 2016 bis 2020 wurde das Bauwerk nach Plänen des Basler Architekturbüros Herzog & de Meuron umgebaut und erweitert.

## Orgel

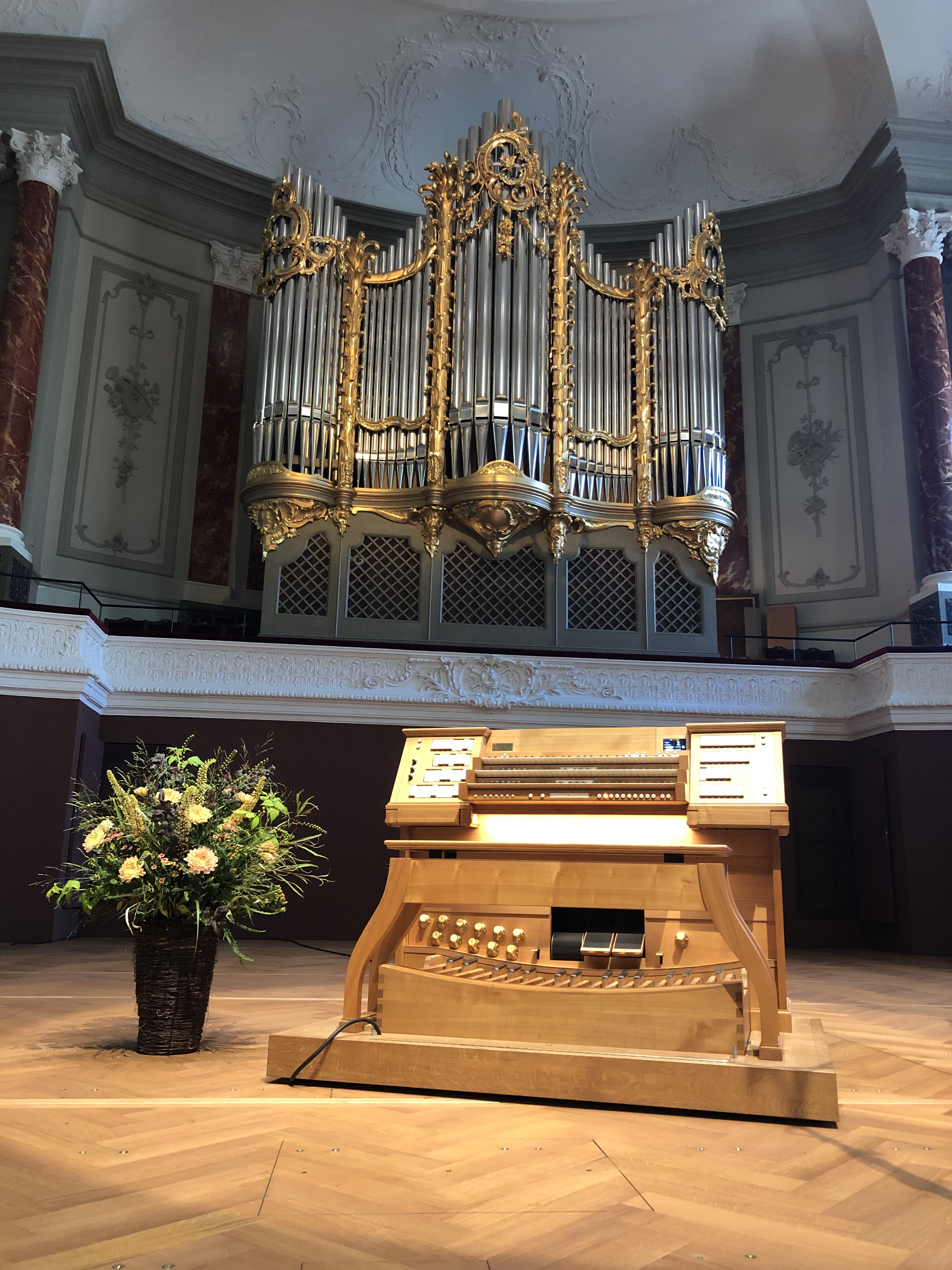
Orgel im Musiksaal

Anlässlich des Umbaus von 2016 bis 2020 erhielt der Musiksaal auch eine neue Orgel. Der ursprüngliche Plan, die alte Orgel von 1971 zu renovieren und mit neuer Technik auszustatten, wurde verworfen, da die Orgel zwar an sich ein gutes Instrument war, aber weder punkto Klangfülle noch Klangpalette die Anforderungen erfüllte, die heute an eine Konzertorgel gestellt werden. Das Instrument wurde nach Lettland verschenkt und steht heute in der Martin-Luther-Kathedrale von Daugavpils.
Die neue Orgel im Musiksaal stammt von Metzler Orgelbau. Das Werk wurde 2020 in das vorhandene denkmalgeschützte Gehäuse von 1905 eingebaut. Die Pfeifen des Pedalregisters Grand Bourdon 32′ sind in einem zusätzlichen Raum hinter der Bühnenwand unter der Orgel aufgestellt. In dem Instrument wurde nur heimisches Holz verwendet, der Zinn für die Orgelpfeifen wurde weltweit erstmalig ausschliesslich aus konfliktfreien, ethisch einwandfreien Quellen bezogen. Das Orgelwerk wurde als großes symphonisches Instrument disponiert, mit Anklängen an den Stil französisch-symphonischer und englisch-romantischer Orgeln. Eine Besonderheit ist das winddynamische Werk, welches vom eingebauten Spieltisch aus anspielbar ist.
Das Instrument lässt sich von zwei Spieltischen aus anspielen: einem direkt in die Orgel eingebauten und einem frei auf der Bühne positionierbaren Spieltisch. Die Hauptorgel besitzt eine elektrische Traktur. Das winddynamische Werk lässt sich nur vom vierten Manual des eingebauten Spieltischs aus spielen und besitzt eine mechanische Traktur, wobei sich der Tastentiefgang über einen Registerzug von 0 bis 15 mm variieren lässt. Sämtliche Werke der Hauptorgel lassen sich frei den Klaviaturen zuordnen.
| I Hauptwerk C–c4 |               |     |
| 01.              | Principal     | 16′ |
| 02.              | Octave        | 08′ |
| 03.              | Gamba         | 08′ |
| 04.              | Viola d'Amore | 08′ |
| 05.              | Konzertflöte  | 08′ |
| 06.              | Gedackt       | 08′ |
| 07.              | Octave        | 04′ |
| 08.              | Spitzflöte    | 04′ |
| 09.              | Superoctave   | 02′ |
| 10.              | Cornet V      |     |
| 11.              | Mixtur V      | 02′ |
| 12.              | Trompete      | 16′ |
| 13.              | Trompete      | 08′ |

| II Orchestral Swell C–c4 |                 |        |
| 14.                      | Geigen Diapason | 8′     |
| 15.                      | Dulciana        | 8′     |
| 16.                      | Quintaton       | 8′     |
| 17.                      | Claribel Flute  | 8′     |
| 18.                      | Principal       | 4′     |
| 19.                      | Octave Viola    | 4′     |
| 20.                      | Concert Flute   | 4′     |
| 21.                      | Twelfth         | 2 ⁄3′  |
| 22.                      | Fifteenth       | 2′     |
| 23.                      | Tierce          | 1 3⁄5′ |
| 24.                      | Septime         | 1 ⁄7′  |
| 25.                      | Harmonics V     | 1 ⁄3′  |
| 26.                      | Orchestral Horn | 8′     |
| 27.                      | Clarinet        | 8′     |
|                          | Tremulant       |        |

| III Récit expressif C–c4 |                      |     |
| 28.                      | Bourdon              | 16′ |
| 29.                      | Viole de Gambe       | 08′ |
| 30.                      | Gambe d'Echo         | 08′ |
| 31.                      | Voix céleste         | 08′ |
| 32.                      | Flûte harmonique     | 08′ |
| 33.                      | Cor de Nuit          | 08′ |
| 34.                      | Viole                | 04′ |
| 35.                      | Flûte traversière    | 04′ |
| 36.                      | Octavin              | 02′ |
| 37.                      | Carillon II-III      |     |
| 38.                      | Progression II-VI    | 02′ |
| 39.                      | Basson               | 16′ |
| 40.                      | Trompette harmonique | 08′ |
| 41.                      | Basson-Hautbois      | 08′ |
| 42.                      | Voix humaine         | 08′ |
| 43.                      | Claireon harmonique  | 04′ |
|                          | Tremulant            |     |

| Tuba C–c4 |                  |     |
| 44.       | Tuba (250 mm WS) | 08′ |

| IV Winddynamisches Werk F–f2 |           |        |
| I.                           | Flauto    | 8′     |
| II.                          | Principal | 4′     |
| III.                         | Quintade  | 2 ⁄3′  |
| IV.                          | Terzade   | 1 3⁄5′ |
| V.                           | Windharfe | 4′     |

| Pedal C–g1 |                             |     |
| 45.        | Grand Bourdon (Ext. Nr. 48) | 32′ |
| 46.        | Flute                       | 16′ |
| 47.        | Principalbass (= Nr. 1)     | 16′ |
| 48.        | Subbass                     | 16′ |
| 49.        | Flute (Ext. Nr. 46)         | 08′ |
| 50.        | Flute                       | 04′ |
| 51.        | Contrebasson                | 32′ |
| 52.        | Bombarde                    | 16′ |
| 53.        | Fagott (= Nr. 12)           | 16′ |
| 54.        | Trompete                    | 08′ |
| 55.        | Klarine                     | 04′ |
|            |                             |     |
|            | Orchester-Pedal             |     |
| 56.        | Zartbass (= Nr. 28)         | 16′ |
| 57.        | Open Diapason (= Nr. 14)    | 08′ |
| 58.        | Violoncelle (= Nr. 29)      | 08′ |
| 59.        | Claribel Flute (= Nr. 17)   | 08′ |
| 60.        | Basson (= Nr. 39)           | 16′ |
| 61.        | Horn (= Nr. 26)             | 08′ |

## Säle

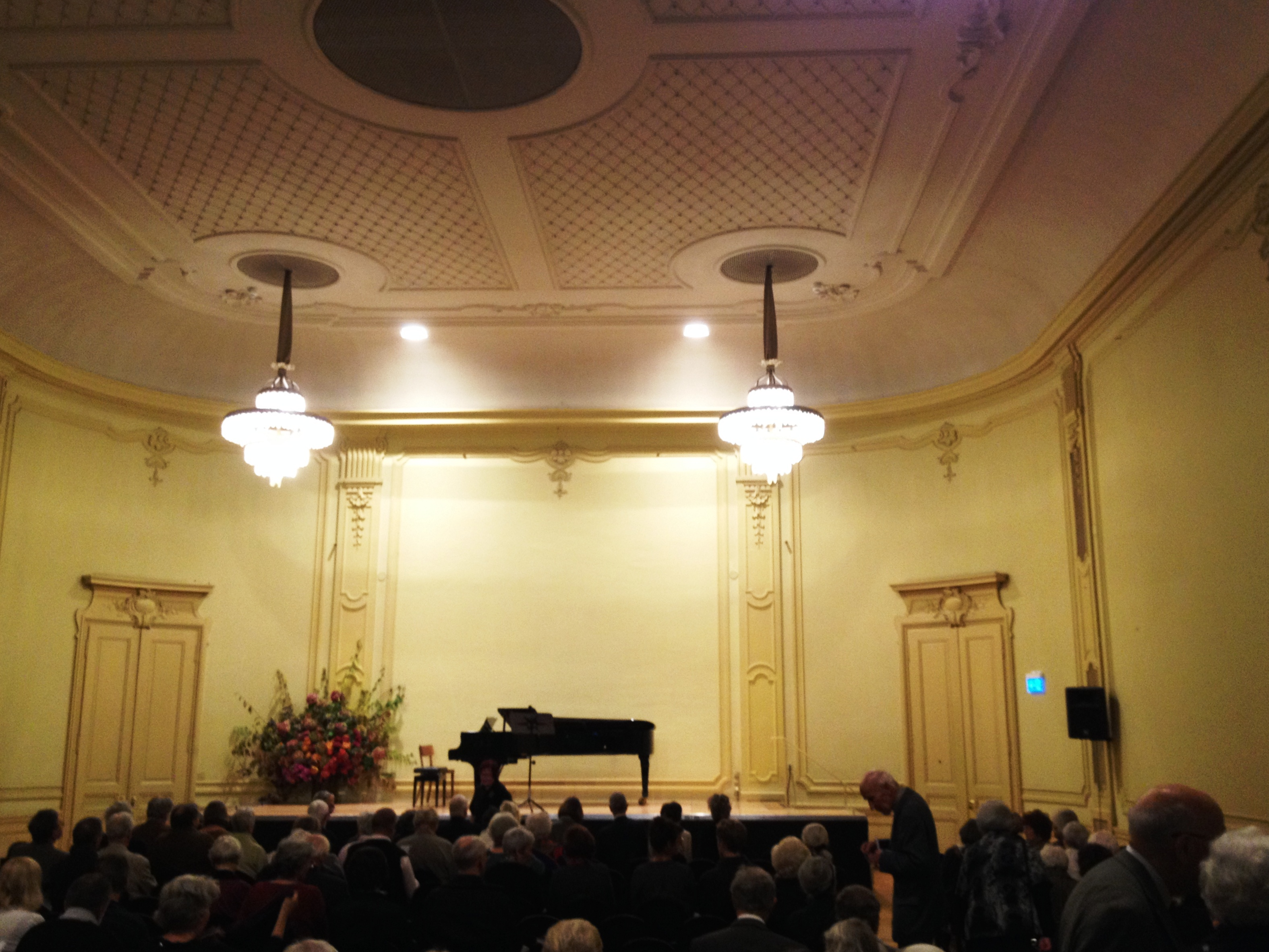
Hans Huber-Saal

- Der Musiksaal wird international wegen der Raumakustik hoch geschätzt («Schuhschachtel-Prinzip»). Der Saal wird für gross angelegte Sinfoniekonzerte, Solistenkonzerte oder Festivals genutzt und fasst rund 1500 Plätze. Zahlreiche Tonträger des Sinfonieorchesters Basel sind in diesem Saal aufgenommen worden, unzählige Uraufführungen (unter anderem von Béla Bartók, Arthur Honegger, Bohuslav Martinů, Rudolf Kelterborn und Krzysztof Penderecki) haben in diesen Räumlichkeiten stattgefunden. Die grossen ausländischen Gastorchester, wie die Wiener Philharmoniker, Berliner Philharmoniker, das Royal Philharmonic Orchestra und das London Symphony Orchestra etc. haben alle im Basler Musiksaal konzertiert.
- Der ehemalige Festsaal fasste rund 650 Plätze und hatte eine Bühne. Er wurde vor allem für Tagungen, Ausstellungen und Konzerte genutzt.
- Der Hans Huber-Saal, nach dem Komponisten Hans Huber benannt, ist der kleinste Saal und fasst rund 450 Plätze. Hier werden Kammerkonzerte, kleine Solistenkonzerte sowie Vorträge, Tagungen und Apéros durchgeführt.